# San Martín de Trevejo
San Martín de Trevejo é um município da Espanha, próximo da fronteira Espanha-Portugal, na comarca da Serra de Gata, província de Cáceres, comunidade autónoma da Estremadura, de área 23,82 km². Em 2021 tinha 754 habitantes (densidade: 31,7 hab./km²).
A maior parte da sua população fala o mañego, a variante local de um idioma da família galaico-portuguesa denominado "fala de Xálima". Nesse idioma a povoação é designada por Sa Martín de Trebellu.

## Demografia
| Variação demográfica do município entre 1991 e 2004 [carece de fontes?] | Variação demográfica do município entre 1991 e 2004 [carece de fontes?] | Variação demográfica do município entre 1991 e 2004 [carece de fontes?] | Variação demográfica do município entre 1991 e 2004 [carece de fontes?] |
| ----------------------------------------------------------------------- | ----------------------------------------------------------------------- | ----------------------------------------------------------------------- | ----------------------------------------------------------------------- |
| 1991                                                                    | 1996                                                                    | 2001                                                                    | 2004                                                                    |
| 960                                                                     | 1025                                                                    | 935                                                                     | 949                                                                     |